# Wittes
 Wittes  es una población y comuna francesa, situada en la región de Norte-Paso de Calais, departamento de Paso de Calais, en el distrito de Saint-Omer y cantón de Aire-sur-la-Lys.

## Demografía
| 379 | 382 | 389 | 434 | 572 | 687 |
| Para los censos de 1962 a 1999 la población legal corresponde a la población sin duplicidades (Fuente: INSEE [Consultar]) |     |     |     |     |     |